# Адрастеја (грчка нимфа)
Адрестеја (грч. Adrastea лат. Adrestea) - нимфа која је са својом сестром Идајом одгајала највишег бога Зевса кад га је мајка Реја оставила на Криту. 
Зевсов отац Крон прогутао би сваког свог потомка чим би се родио, како би се ослободио могућег непријатеља који би га могао лишити власти. Због тога је Кронова жена Реја тајно родила Зевса у дубокој пећини под гором Идом на Криту и место њега дала Крону повећи камен умотан у пелене. Крон се преварио и прогутао камен, а његов син Зевс остао жив и на слободи. Будући да Реја није могла за њега да се брине, примиле су га као свога нимфе Адрастеја и Идаја, храниле га козјим млеком и пчелињим медом, скривале га од Кроновог погледа и бринуле за њега. Кад је Зевс одрастао, побунио се против оца. Нимфама је остао увек захвалан. Није их заборавио ни када је свргао Крона и постао владар над боговима и људима.
Друга једна Адрастеја била је богиња брда, поштована посебно у Фригији у Малој Азији. Грци су је кадкада поистовећавали са богињом Немезом